# 千葉県立銚子水産高等学校

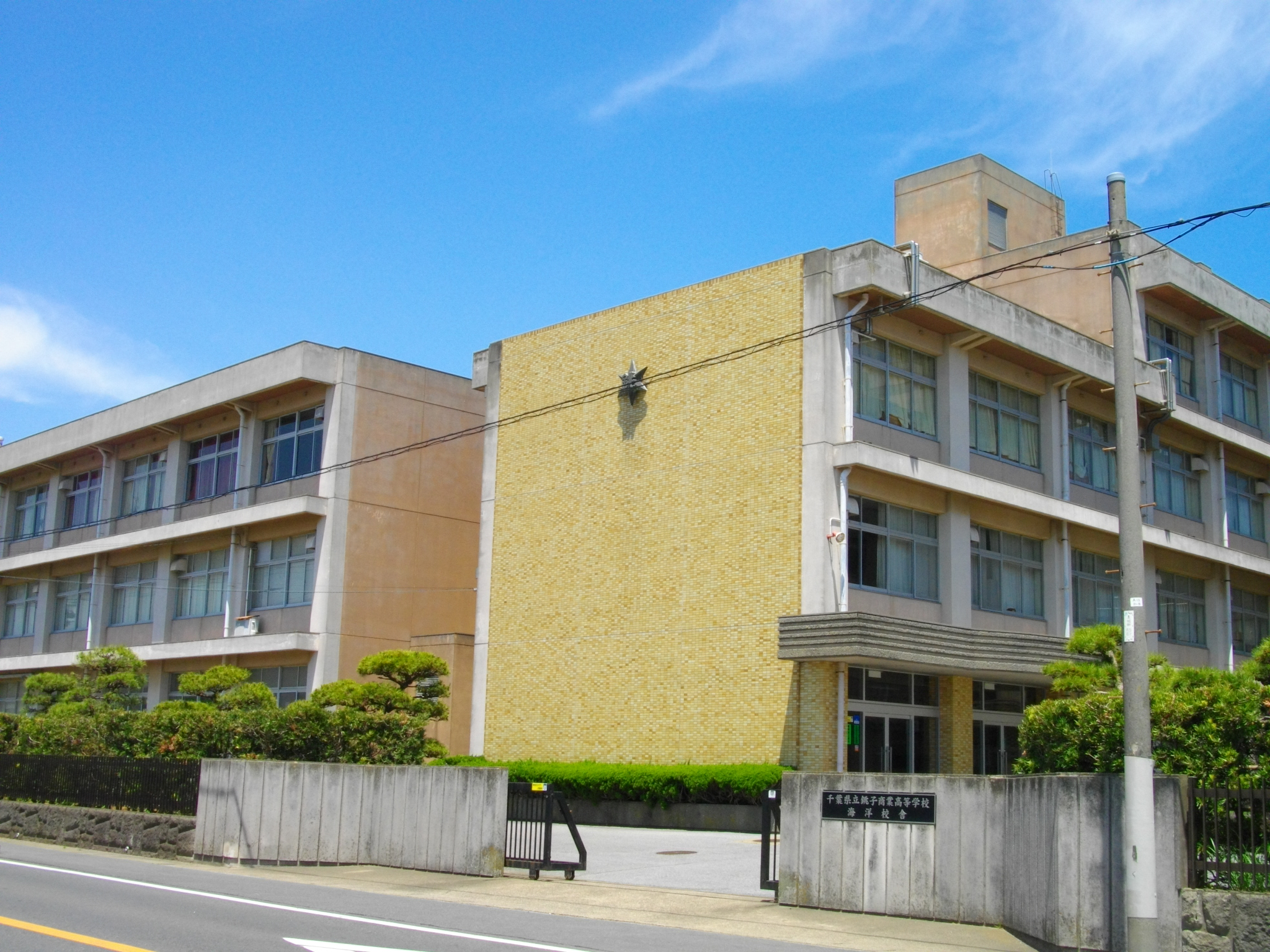
旧千葉県立銚子水産高等学校
（現・千葉県立銚子商業高等学校海洋校舎）

千葉県立銚子水産高等学校（ちばけんりつちょうしすいさんこうとうがっこう）は、かつて千葉県銚子市にあった県立の水産高等学校。2008年に千葉県立銚子商業高等学校に統合された。

## 設置学科
- 海洋生産科（2005年入学生まで）
海洋漁業コース、栽培漁業コース
- 水産食品科（2005年入学生まで）
- 無線通信科（2005年入学生まで）
- 海洋科（2006年入学生から）
2年次よりコース選択、海洋船舶コース、情報通信コース（2つのコースで1クラス）、食と環境コース（1クラス）
- 情報通信専攻科（2006年度より千葉県立勝浦若潮高等学校より移管。現在まで在籍生徒無し）

## 沿革
- 1943年3月10日 - 千葉県立銚子水産学校として開校。
- 1948年4月1日 - 千葉県立銚子水産高等学校と改称。
- 1953年2月20日 - 校旗制定。
- 1958年2月15日 - 校歌制定。

## 所在地
現千葉県立銚子商業高等学校海洋校舎
- 〒288-0837　千葉県銚子市長塚町1-1-12